# Okres Ústí nad Labem

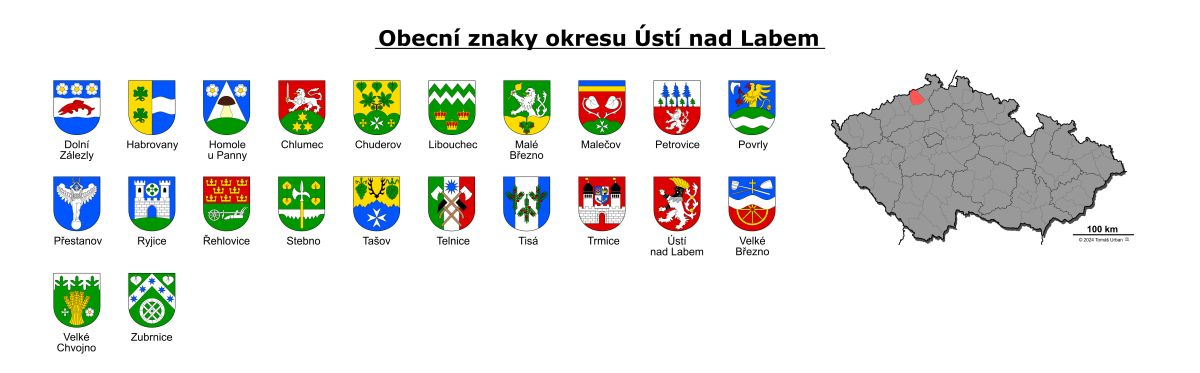
Přehled obecních znaků okresu Ústí nad Labem

Okres Ústí nad Labem je okres v Ústeckém kraji. Jeho dřívějším sídlem bylo město Ústí nad Labem. Sousedí s ústeckými okresy Děčín, Litoměřice a Teplice. Jeho severozápadní hranice je státní hranicí s Německem.
Území okresu Ústí nad Labem je shodné s územím správního obvodu obce s rozšířenou působností Ústí nad Labem.

## Struktura povrchu
K 31. prosinci 2016 měl okres celkovou plochu 404,7 km², z toho:
- 44,8 % zemědělských pozemků, kterou z 26,5 % tvoří orná půda
- 55,2 % ostatní pozemky, z toho 58 % lesy

## Demografické údaje
Data k 31. prosinci 2016:
| Popis          | Celkem  | Ženy           | Muži           |
| -------------- | ------- | -------------- | -------------- |
| počet obyvatel | 119 296 | 60 861 51,02 % | 58 435 48,98 % |
| průměrný věk   | 41,5    | 42,8           | 40,1           |

- podíl cizinců: 4,1%
- hustota zalidnění: 294,7 ob./km²
- 86,5 % obyvatel žije ve městech.

### Zaměstnanost
(2016)
| Nezaměstnaných       | 7 107  |
| Míra nezaměstnanosti | 8,64 % |

(2003)
| Počet obyvatel se stálým zaměstnáním | 32 691    |
| Průměrný plat                        | 16 080 Kč |
| Nezaměstnaných                       | 9 478     |
| Míra nezaměstnanosti                 | 14,85 %   |

### Školství
(2003)
| Druh školy                     | Počet škol |
| ------------------------------ | ---------- |
| Mateřské školy                 | 49         |
| Základní školy                 | 31         |
| Gymnázia                       | 2          |
| Střední školy průmyslové školy | 11         |
| Střední odborná učiliště       | 8          |
| Vyšší odborné školy            | 1          |

### Zdravotnictví
(2016)
| Lékaři                             | 812 |
| Nemocnice                          | 1   |
| Specializovaná léčebná zařízení    | 1   |
| Praktičtí lékaři pro dospělé       | 50  |
| Praktičtí lékaři pro děti a dorost | 21  |
| Zubní lékaři                       | 59  |
| Lékárny                            | 30  |

### Zdroj
- Český statistický úřad

## Silniční doprava
Okresem prochází dálnice D8. Silnicemi I. třídy v okrese jsou I/13, I/30, I/62 a I/63.
Silnice II. třídy II/248, II/253, II/258, II/260, II/261, II/528 a II/613.

## Železniční doprava
Okresem prochází železniční tratě : Děčín – Oldřichov u Duchcova, Lovosice – Teplice v Čechách, Lysá nad Labem – Ústí nad Labem, Praha–Děčín, Ústí nad Labem – Chomutov, Ústí nad Labem – Úpořiny – Bílina, Ústí nad Labem – Velké Březno – Děčín, Velké Březno – Lovečkovice – Verneřice/Úštěk. 

## Seznam obcí a jejich částí

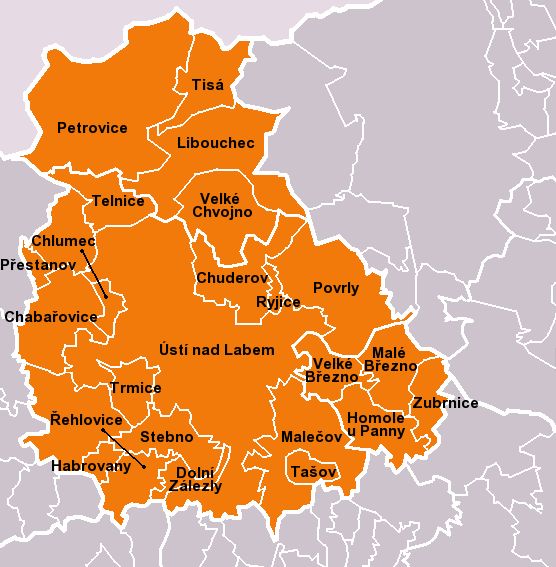
Rozsah okresu Ústí nad Labem, platný k roku 2008, s vyznačenými hranicemi a názvy obcí.

Města jsou uvedena tučně, městyse kurzívou, části obcí malince.
Dolní Zálezly •
Habrovany •
Homole u Panny (Babiny II • Bláhov • Byňov • Doubravice • Haslice • Lhota pod Pannou • Nová Ves u Pláně • Suletice) •
Chabařovice (Roudníky) •
Chlumec (Český Újezd • Hrbovice • Chlumec • Stradov • Střížovice • Žandov)  •
Chuderov (Chuderovec • Libov • Lipová • Radešín • Žežice) •
Libouchec (Čermná • Knínice • Žďárek) •
Malé Březno (Leština) •
Malečov (Babiny I • Březí • Čeřeniště • Horní Zálezly • Němčí • Pohoří • Proboštov • Rýdeč • Řetouň) •
Petrovice (Krásný Les) •
Povrly (Mírkov • Neštědice • Roztoky • Slavošov) •
Přestanov •
Ryjice •
Řehlovice (Brozánky • Dubice • Habří • Hliňany • Moravany • Radejčín • Stadice) •
Stebno (Chvalov • Milbohov • Podlešín • Suchá) •
Tašov •
Telnice (Liboňov • Varvažov) •
Tisá •
Trmice (Koštov • Újezd) •
Ústí nad Labem (Ústí nad Labem-centrum • Božtěšice • Brná • Bukov • Církvice • Habrovice • Hostovice • Klíše • Kojetice • Krásné Březno • Mojžíř • Neštěmice • Olešnice • Předlice • Sebuzín • Severní Terasa • Skorotice • Strážky • Střekov • Svádov • Vaňov • Všebořice) •
Velké Březno (Valtířov) •
Velké Chvojno (Arnultovice • Luční Chvojno • Malé Chvojno • Mnichov • Žďár) •
Zubrnice (Týniště)

## Řeky
- Bílina
- Labe